# クレメンティナ (小惑星)
クレメンティナ (252 Clementina) は、小惑星帯に位置する小惑星の一つ。
1885年10月11日にフランスの天文学者、アンリ・J・ペロタンがニースで発見した。
名前の由来ははっきり分かっていないが、ペロタンが初めて飼った猫の名前にちなんで命名されたと信じられている。